# Нэшвилл (телесериал)
«Нэ́швилл» (англ. Nashville) — американский музыкально-драматический телесериал с Конни Бриттон и Хайден Панеттьер в главных ролях, созданный и производимый Кэлли Хоури при участии Эр Джея Катлера, Ди Джонсон, Джима Пэрриота, Стива Бюкхэннана и Конни Бриттон. Премьера сериала состоялась 10 октября 2012 года на телеканале ABC.
Сериал рассказывает о легендарной кантри-певице Рейне Джеймс (Конни Бриттон), чья карьера начинает увядать, после чего ей приходится сотрудничать с восходящей молодой звездой Джульеттой Барнс (Хайден Панеттьер). Всё это происходит на фоне предвыборной кампании, в которой участвует отец Рэйны, Ламар Уайетт (Пауэрс Бут), влиятельный политик Нэшвилла.
Ещё до премьеры сериал собрал ряд благоприятных отзывов от телевизионных критиков и лидировал по количеству положительных отзывов среди осенних премьер. В июне 2012 года проект получил премию «Выбор телевизионных критиков» в категории «Самый захватывающий и ожидаемый телесериал». Ровно за неделю до премьеры пилотный эпизод был доступен для онлайн-просмотра на сайте ABC и ряде других. 12 ноября, после выхода пяти эпизодов, канал продлил сериал на полный сезон. Конни Бриттон была номинирована на премию «Эмми» за лучшую женскую роль в драматическом телесериале и «Золотой глобус» за лучшую женскую роль в телевизионном сериале — драма, а Хайден Панеттьер на «Золотой глобус» за лучшую женскую роль второго плана, в то время как проект выдвинут на премию Гильдии сценаристов США за лучший сценарий и «Выбор народа» как лучшая новая драма. Ряд телевизионных критиков также отмечал «Нэшвилл» в списках лучших программ 2012 года. Тем временем музыкальное сопровождение сериала снискало коммерческий успех в США, а первый альбом The Music Of Nashville, выпущенный в декабре 2012 года, возглавил чарт саундтреков журнала Billboard. 10 мая 2013 года канал продлил сериал на второй сезон, который стартовал 25 сентября. 9 мая 2014 года, после длительных переговоров, сериал был продлён на третий сезон, который стартовал 24 сентября 2014 года. 7 мая 2015 года сериал был продлён на четвёртый сезон, который стартовал 23 сентября.
12 мая 2016 года сериал был закрыт после четырёх сезонов на ABC, однако канал и студия объявили, что проект скорее всего найдет новый дом на кабельном канале или веб-сервисе. 10 июня 2016 года кабельная кантри-сеть CMT и веб-сервис Hulu официально заказали пятый сезон, который будет состоять из 22-х эпизодов. Маршалл Херсковиц и Эдвард Цвик тем временем сменили Ди Джонсон на посту шоураннера. 10 апреля 2017 года сериал был продлён на шестой сезон из 16-ти эпизодов, который стал последним.

## Производство

### Концепция

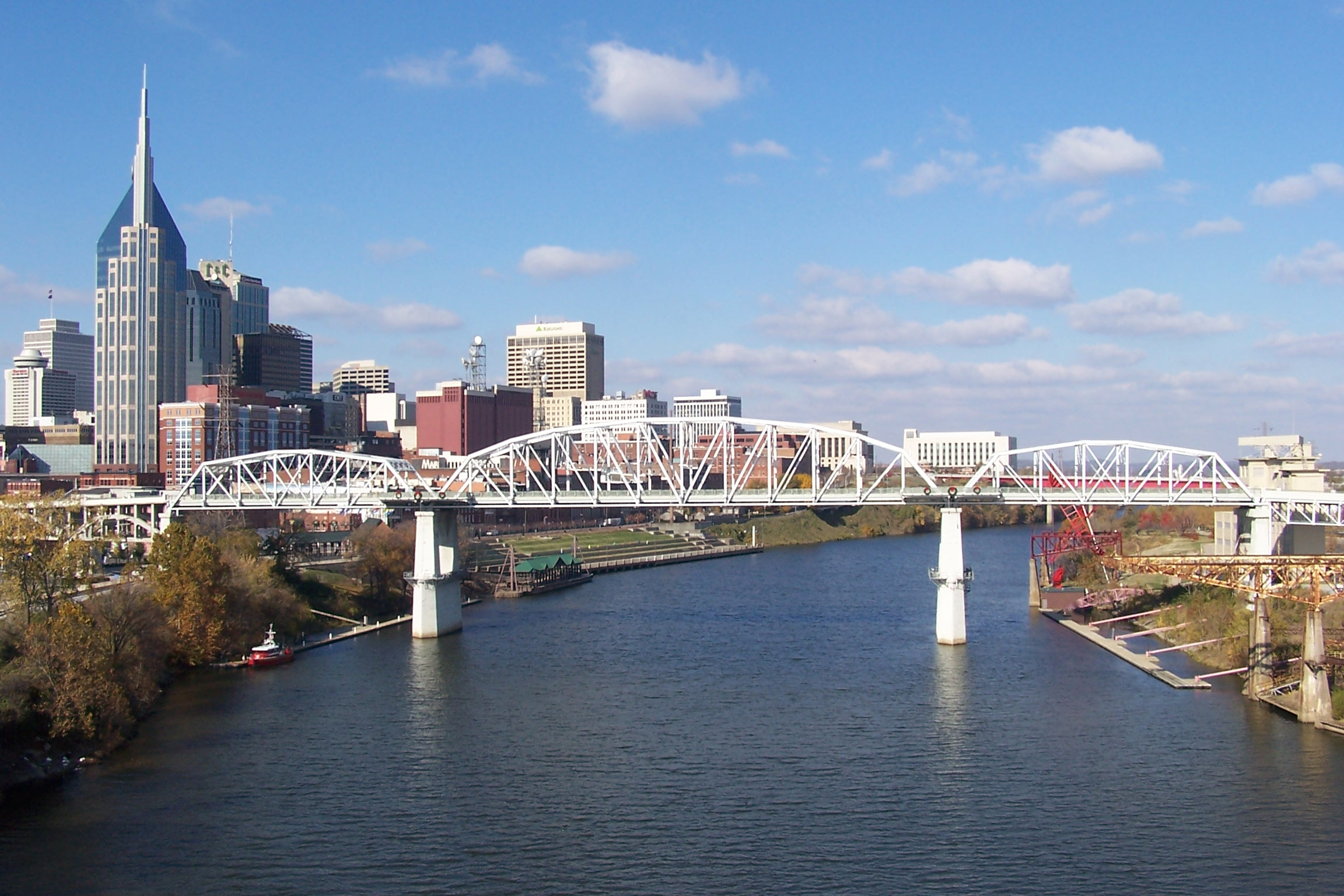
Достопримечательности Нэшвилла являются заметной частью сериала

Создатель сериала Кэлли Хоури проживала в Нэшвилле с 1978 по 1982 год и по её признанию всякий раз когда видела фильмы или телешоу о городе, не чувствовала, что они передают реальную жизнь в нём. По её мнению, город с одним из самых быстрорастущих рынков труда, по данным Forbes, слишком часто представляют как деревенский Голливуд, населенный шарлатанами и менеджерами-алкоголиками. Хоури же хотела показать Нэшвилл как «Невероятно красивый космополитический город» и показать его миру, а также населению города.
«Нэшвилл» сочетает в себе жанры семейной драмы с примесью политики и музыки кантри. Главной героиней в сериале является певица средних лет Рэйна Джеймс, за свою карьеру покорившая вершины чартов и ставшая легендой музыки кантри, в тот период когда её успех начинает испаряться. Хотя поклонники все ещё преследуют её, на концерты приходит все меньше и меньше народу, а тем временем звукозаписывающий лейбл Рэйны считает, что ей необходим концертный тур с молодой и сексуальной певицей Джульеттой Барнс. Барнс же тем временем преследует свою цель — стать новой Рэйной Джеймс. Рэйна не в восторге от того, что ей предстоит делить сцену с бездарной маленькой стервой и она хочет держать ситуацию под контролем. Она хочет заполучить несколько песен, написанных талантливым композитором Скарлетт О `Коннор с целью выпустить очередной хит. Тогда же отец Рэйны, богатый, властный авторитетный в Теннесси политик Ламар Уайетт, когда то сведший против её воли с Тедди Конрадом, красивым и перспективным кандидатом на пост мэра Нэшвилла, сейчас живущим на средства жены Рэйны, участвует в предвыборной гонке.
Некоторые обозреватели часто проводили сравнения между «Нэшвиллом» и «Далласом», описывая сериал как «„Даллас“ в штате Теннесси». Также многие отмечали схожесть основного сюжета с провальным фильмом «Сила кантри» с Гвинет Пэлтроу в роли стареющей певицы. Главную героиню сериала — Рэйну Джеймс, неоднократно сравнивали с Рибой Макинтайр в плане артистизма и успеха, и с Фэйт Хилл в момент падения славы, а Джульетту Барнс называли злой версией Тейлор Свифт. Самой же Рибе продюсеры предлагали сделать камео-появление в сериале, однако она в данный момент занята съемками в ситкоме «Кантри в Малибу» и в одном интервью сказала, что ей не интересно играть саму себя. Фэйт Хилл также в одном из интервью сказала, что не заинтересована сняться в сериале, однако её муж, певец Тим Макгро благоприятно отозвался о проекте отметив, что он сможет привлечь больше внимания общественности к Нэшвиллу и музыки кантри.

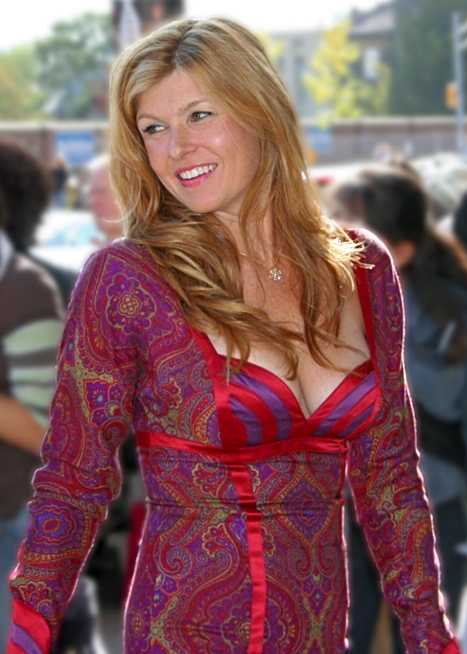
Кэлли Хоури разрабатывала сериал под Конни Бриттон

### Съемки
В начале октября 2011 года ABC купил сценарий пилотного эпизода, написанного лауреатом премии «Оскар» — Кэлли Хоури и совместно с ней продюсируемого обладателем «Эмми» — Ар Джеем Катлером. Это вторая попытка запустить телесериал в карьере Хоури, работающей в основном на большом экране, в 2006 году она также для ABC написала сценарий пилота «Холлис и Рэй», который не получил зелёный свет на дальнейшие съемки. 27 января 2012 года канал заказал съемки пилотного эпизода, а его режиссёром выступил Эр Джей Катлер. Производством сериала занимаются Кэлли Хоури совместно с ABC Studios и Lionsgate, а Конни Бриттон является одним из продюсеров проекта.
В ходе дальнейшего производства сериала к составу продюсеров в мае присоединился Джим Пэрриот, ранее работавший на ABC в сериалах «Анатомия страсти» и «Дурнушка», а в конце августа было объявлено, что Ди Джонсон заняла пост шоураннера проекта.
Съемки сериала полностью проходят в Нэшвилле и все экстерьеры снимаются на главных улицах города, в особенности на Lower Broadway, Shelby Street Bridge и The Pinnacle. Музыкальное кафе Bluebird, копия реального заведения, в котором происходит значительная часть действий было специально построено в одиннадцати километрах от крупного торгового комплекса Green Hills, а некоторые из его настоящих работников появились в качестве статистов в шоу. Бюджет каждого из эпизодов составляет в районе четырёх миллионов долларов, а производство полного сезона из двадцати двух эпизодов оценивается в 88 млн. Значительная часть денег идет городу.
Планировалось, что второй сезон будет разделен на две части, первые двенадцать эпизодов будут показаны до нового года, после чего сериал уйдет на перерыв вплоть до 26 февраля 2014 года. «Нэшвилл», наравне с четырьмя другими мыльными драмами канала («Скандал», «Месть», «Однажды в сказке» и «Анатомия страсти»), переходит таким образом в телесезоне 2013-14 годов на новый формат вещания, из двух блоков, транслирующихся практически без перерывов.

### Кастинг
Задумывая сериал Кэлли Хоури сразу хотела чтобы Конни Бриттон сыграла в нём главную роль. Хоури наблюдала за актрисой в её сериале «Огни ночной пятницы» и ей нравилось как она играет роль простой южной женщины. Кастинг на постоянные роли в пилоте начался в феврале. Британский актёр Сэм Палладио первым утвержден на роль в проекте 14 февраля. Далее Клер Боуэн (17 февраля), Джонатан Джексон (22 февраля), Пауэрс Бут (23 февраля), Эрик Клоуз (5 марта) и Чарльз Эстен (13 марта). 29 февраля было объявлено, что Хайден Панеттьер получила роль Джульетты Барнс, а 6 марта Конни Бриттон подписала контракт на главную роль Рэйны Джеймс. На ранних этапах «Нэшвилл» лидировал среди остальных пилотов канала, как наиболее перспективный из них, а 11 мая 2012 года ABC официально заказал съемки первого сезона. Известно, что гонорар Бриттон за каждый из эпизодов сериала составляет сто тысяч долларов, а Панеттьер тем временем получает по семьдесят пять тысяч.

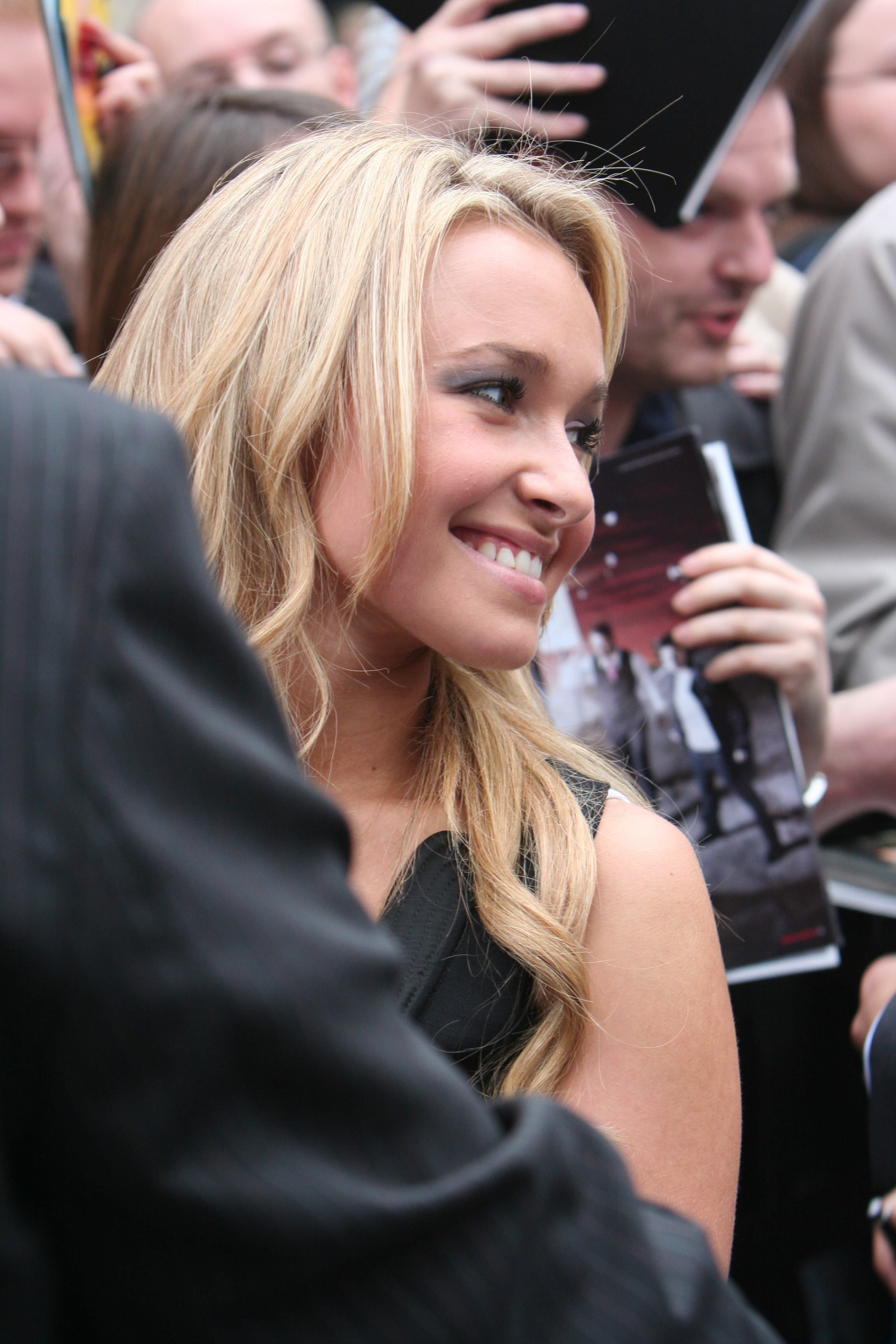
На песню «Telescope» в исполнении Хейден Панеттьер был снят первый видеоклип

### Маркетинг
В рекламной кампании по продвижению сериала канал ABC сделал упор на соперничество между молодой и безжалостной восходящей звездой (Хайден Панеттьер) и прошедшей пик своего успеха королевой музыки кантри в исполнении Конни Бриттон. На постерах к сериалу была изображена Бриттон, сидящая на серебряном троне, а под её ногами расположилась Панеттьер. Ровно за неделю до премьеры на телевидении пилотный эпизод был доступен для просмотра любому желающему на сайтах Amazon, iTunes, Hulu and ABC.

### Музыка
На место музыкального продюсера и композитора в декабре 2011 года был приглашен лауреат премий «Грэмми» и «Оскар» Ти Боун Бёрнэт, который является мужем Кэлли Хоури, создателя сериала. На протяжении нескольких месяцев Бёрнэт активно занимался вокальным мастерством с Конни Бриттон, которая ранее занималась музыкой в период своего обучения в театральном училище. По признанию самой актрисы, в ходе подготовки к роли в сериале она часами слушала музыку певицы Бонни Рэйтт и стремилась сочетать жанры южного рока с кантри в стиле исполнения своей героини. В ходе работы над сериалом продюсеры решили именовать его эпизоды в честь известных песен. Так, второй эпизод был назван в честь классической песни Хэнка Уильямса «I Can’t Help It (If I’m Still in Love with You)».
В начале октября 2012 года было объявлено, что ABC подписал контракт со звукозаписывающем лейблом Big Machine Records на выпуск музыкальных композиций, которые исполняются в эпизодах сериала. Лейбл в первую очередь известен благодаря своей ведущей звезде Тейлор Свифт. Первым синглом станет песня «If I Didn’t Know Better» в исполнении Клер Боуэн и Сэмом Палладио, которая звучит в финале пилотного эпизода, а «Telescope», написанную Хиллари Линдси и Кэри Барлоу, в исполнении Хайден Панеттьер, будет первым выпущенным на радио. В то же время все песни будут доступны для просмотра на YouTube и покупки на ITunes на следующий день после премьеры эпизодов. По идее канала сделать разные направления в музыкальном стиле персонажей, героиня Панеттьер исполняет более поп-композиции, в то время как музыка Бриттон направлена на аудиторию Рибы Макинтайр. Помимо оригинальных композиций в сериале будут кавер-версии классических хитов. По заявлениям продюсера лейбла выпуск первого альбома планируется либо на начало 2013 года, или же будет отложен до мая. В итоге релиз первого альбома, состоящего из одиннадцати композиций, был заявлен на 11 декабря. Столь скорая дата выпуска была обусловлена высокими продажами синглов из первых пяти эпизодов, которые разошлись тиражом более полу миллиона экземпляров на середину ноября.

## Актёры и персонажи

### Основной состав
В сериале присутствует девять постоянных актёров, перечисляемых во вступительных титрах. Конни Бриттон исполняет главную роль стареющей певицы Рейны Джеймс, часто называемой «Правящей королевой кантри», а Хайден Панеттьер — молодой и популярной, но обделенной талантом, Джульетты Барнс. Пауэрс Бут играет роль отца Рэйны, властного политического деятеля и одного из наиболее влиятельных бизнесменов штата Теннеси — Ламара Уайетта. Чарльз Истен играет роль бывшего любовника, автора песен и гитариста Рэйны — Дикона Клэйборна, а Эрик Клоуз — её мужа, Тедди Конрада, неудачного политика и протеже Ламара, который в настоящее время после потери работы сидит дома и воспитывает детей, живя на деньги жены. Роль молодого и талантливого композитора а также официантки в кафе, Скарлетт О’Коннор, играет Клер Боуэн; музыканта и друга Скарлетт, Эйвери Беркли, исполняет Джонатан Джексон; а Сэм Палладио играет Гуннара Скотта, начинающего и перспективного музыканта, выступающего со Скарлетт. Роберт Уиздом исполняет роль друга семьи Коулмена Карлайла, ещё одного политика и кандидата на пост мэра, с которым приходится конкурировать Тедди.
Во втором сезоне три актёра были повышены до регулярного контрактного состава. среди них были Крис Кармак, игравший начиная с марта 2013 года начинающего певца Уилли Лексингтона, который является скрытым гомосексуалом, а также Леннон и Мэйси Стелла, исполняющие роли дочерей Рейны. Сёстры Стелла прославились благодаря выкладыванию своих выступлений на сайте YouTube, благодаря чему и были взяты в сериал, несмотря на отсутствие опыта в актёрской карьере. В третьем, до основного состава были повышены Уилл Чейз и Оливер Хадсон в ролях Люка Уиллера и Джеффа Фордэма, соответственно. Хадсон покинул основной состав после третьего сезона вместе с Эриком Клоузом, тогда как Обри Пиплз (играющая Лейлу Грант) наоборот, была повышена до регулярного состава после двух сезонов в периодическом статусе.

### Второстепенный состав
В сериале присутствует несколько десятков второстепенных актёров и персонажей. Среди них можно выделить Джудит Хоаг в роли Тэнди Хэмптон, дочери Ламара и сестры Рэйны, которая выступает в качестве реферя между ним и Рэйной; Сильвия Джеффрис в роли Джолин Барнс, матери Джульетты; Бёрджесс Дженкинс как Рэнди Робертс, давний друг и музыкальный продюсер Рэйны. В нескольких эпизодах также появилась Кимберли Уильямс-Пейсли, которая сыграла Пегги Сампер, бывшую любовницу и коллегу Тедди Конрада. Композитор Дж. Д. Саузер сыграл роль легендарного музыкального продюсера Ванни Уайта, а Вайклеф Жан Доминика Кинга, ещё одного крупного музыкального продюсера. Риа Килстедт сыграла Мэрилин Родос, директора звукозаписывающей студии, а Тилки Джонс роль молодого футболиста и друга Джульетты Шона Батлера.
Также в сериале присутствует ряд «фоновых» персонажей, никак не влияющих на сюжет. Это преданный менеджер Рэйны — Бак (Дэвид Элфорд), менеджер Джульетты — Гленн Гудман (Эд Аматрудо), её помощница Эмили (Кортни Хансен) и имиджмейкер Макена (Эфтон Уильямсон), помощница Мэрилин — Хейли (Хлоя Беннет) и хозяин лейбла Рейны — Маршал Эванс (Тодд Труоли).

## Реакция

### Отзывы критиков
Пилотный эпизод получил благоприятные отзывы от большинства ведущих телевизионных критиков. В первую очередь большинство из них хвалили актёрскую игру ведущей актрисы Конни Бриттон, а также сценарий Кэлли Хоури. В своей рецензии обозреватель журнала The Hollywood Reporter Тим Гудман описал проект как «Взрослую мыльную оперу с безупречным актёрским ансамблем». Гудман сравнивал проект с предыдущим сериалом Конни Бриттон — «Огни ночной пятницы», отмечая их общую схожесть в плане отхождения от основной идеи сериала. Если спортивная концепция «Огней» обращалась к подростковой аудитории, то на практике проект быстро превратился с серьёзную семейную драму, также как и «Нэшвилл», где музыка кантри не является движущим звеном сюжета. В целом критик похвалил актёрскую игру Бриттон, реалистичную манеру съемки города, а также сценарные задатки для развития сюжетных линий в последующих эпизодах. Хэнк Стьивер из The Washington Post описал пилот словосочетанием «Идеально звучащий» и особенно высоко оценил исполнение Клер Боуэн и Сэмом Палладио финальной композиции в эпизоде. Кен Такер из еженедельника Entertainment Weekly также позитивно оценил сценарные задумки Кэлли Хоури и игру Бриттон и актёрского ансамбля, однако выразил сомнения в необходимости политической линии выдвижения мужа главной героини на Пост мэра города. Такер даже выразил мысль, что «„Нэшвилл“ — лучшая драма, когда либо снятая о городе», но тем не менее посчитал, что в будущем шоу понадобятся и какие то ещё новшества кроме музыкальной составляющей и политики.

### Награды и номинации
В июне 2012 года сериал стал одним из пяти лауреатов премии «Выбор телевизионных критиков» в категории «Самый захватывающий и ожидаемый телесериал».
| Год  | Награда                        | Категория                                                                 | Получатель                                                                         | Результат |
| ---- | ------------------------------ | ------------------------------------------------------------------------- | ---------------------------------------------------------------------------------- | --------- |
| 2012 | Выбор телевизионных критиков   | Самый захватывающий и ожидаемый телесериал                                | «Нэшвилл»                                                                          | Победа    |
| 2012 | Спутник                        | Лучший сериал — драма                                                     | «Нэшвилл»                                                                          | Номинация |
| 2012 | Спутник                        | Лучшая женская роль в телевизионном сериале — драма                       | Конни Бриттон                                                                      | Номинация |
| 2012 | Спутник                        | Лучшая женская роль в телевизионном сериале — драма                       | Хайден Панеттьер                                                                   | Номинация |
| 2012 | Спутник                        | Лучший актёр второго плана                                                | Пауэрс Бут                                                                         | Номинация |
| 2013 | People's Choice Awards         | Лучшая новая теледрама                                                    | «Нэшвилл»                                                                          | Номинация |
| 2013 | Золотой глобус                 | Лучшая женская роль в телевизионном сериале — драма                       | Конни Бриттон                                                                      | Номинация |
| 2013 | Золотой глобус                 | Лучшая женская роль второго плана — мини-сериал, телесериал или телефильм | Хайден Панеттьер                                                                   | Номинация |
| 2013 | Премия Гильдии сценаристов США | Лучший сценарий нового сериала                                            | «Нэшвилл»                                                                          | Номинация |
| 2013 | American Cinema Editors Award  | Лучший монтаж в часовом телесериале с рекламой                            | Кейт Хендерсон                                                                     | Номинация |
| 2013 | Costume Designers Guild        | Лучший дизайн костюмов в современном телесериале                          | Сьюзи ДеСанто                                                                      | Номинация |
| 2013 | Teen Choice Awards             | Лучший драматический сериал                                               | «Нэшвилл»                                                                          | Номинация |
| 2013 | Teen Choice Awards             | Лучшая женская роль в драматическом сериале                               | Хайден Панеттьер                                                                   | Номинация |
| 2013 | Эмми                           | Лучшая актриса в драматическом телесериале                                | Конни Бриттон                                                                      | Номинация |
| 2013 | Эмми                           | Лучшая оригинальная музыка и текст песен                                  | Сара Бакстон и Кейт Йорк за «Nothing in This World Will Ever Break My Heart Again» | Номинация |
| 2013 | TV.com Award                   | Лучшая прайм-тайм мыльная опера                                           | «Нэшвилл»                                                                          | Номинация |
| 2014 | People's Choice Awards         | Лучший драматический сериал                                               | «Нэшвилл»                                                                          | Номинация |
| 2014 | «Золотой глобус»               | Лучшая женская роль второго плана — мини-сериал, телесериал или телефильм | Хайден Панеттьер                                                                   | Номинация |
| 2014 | Costume Designers Guild        | Лучший дизайн костюмов в современном телесериале                          | Сьюзи ДеСанто                                                                      | Номинация |

### Телевизионные рейтинги
Пилотный эпизод, транслировавшийся 10 октября 2012 года в десять вечера после ситкома «Американская семейка» привлек к экранам девять миллионов зрителей, что позволило сериалу выиграть свой временной интервал. В ключевой для рекламодателей демографической категории рейтинг составил 2,8. На следующей неделе сериал транслировался уже после менее успешного ситкома «Пригород» и привлек 6,8 млн зрителей и 2,0 в категории 18-49. Таким образом сериал потерял практически тридцать процентов от премьерного эпизода. Рейтинги последующих эпизодов оставались стабильными в районе 2,0-1,8 в категории 18-49 и при подсчете просмотров шоу на DVR демо целевое оставалось выше 3,0. Сериал однако имел высокие результаты в категории 18-34 и регулярно выигрывал временной слот в этой и более узкой женской категориях.
В своей статье о невысоких рейтингах любимого критиками шоу обозреватель Джеймс Лэйкоб из журнала The Daily Beast выразил мнение, что всему виной поздний временной интервал. В последние годы каждая из широковещательных сетей столкнулась со значительным падением рейтингов десяти часовых шоу из-за того, что зрители переключаются на кабельные каналы, или же просто ложатся спать.

## Эпизоды
| Сезон | Сезон | Эпизоды | Оригинальная дата выхода | Оригинальная дата выхода | Телеканал |
| Сезон | Сезон | Эпизоды | Премьера сезона          | Финал сезона             | Телеканал |
| ----- | ----- | ------- | ------------------------ | ------------------------ | --------- |
|       | 1     | 21      | 10 октября 2012          | 22 мая 2013              | ABC       |
|       | 2     | 22      | 25 сентября 2013         | 14 мая 2014              | ABC       |
|       | 3     | 22      | 24 сентября 2014         | 13 мая 2015              | ABC       |
|       | 4     | 21      | 23 сентября 2015         | 25 мая 2016              | ABC       |
|       | 5     | 22      | 15 декабря 2016          | 10 августа 2017          | CMT       |
|       | 6     | 16      | 4 января 2018            | 26 июля 2018             | CMT       |